# Eldorado (Ohio)
Pour les articles homonymes, voir Eldorado (homonymie).
Eldorado est un village américain situé dans le comté de Preble, dans l'Ohio. Selon le recensement de 2010, sa population est de 509 habitants.